# Abu Dhabi WTA Women’s Tennis Open 2021
Abu Dhabi WTA Women’s Tennis Open 2021 byl tenisový turnaj pořádaný jako součást ženského okruhu WTA Tour, který se odehrával na tvrdých dvorcích Zayed Sports City International Tennis Centre. Probíhal mezi 6. až 13. lednem 2021 v Abú Zabí.
Turnaj byl do kalendáře zařazen poprvé jako náhrada za zrušené úvodní turnaje australské šňůry v Brisbane kvůli pokračující pandemii covidu-19. Turnaj také představoval první událost v nové kategorii turnajů WTA 500, která nahradila turnaje WTA Premier 700.
Rozpočet činil 565 530 dolarů. Nejvýše nasazenou hráčkou ve dvouhře se stala světová čtyřka Sofia Keninová ze Spojených států. Jako poslední přímá účastnice do singlové soutěže zasáhla 255. tenistka žebříčku, Američanka Jamie Loebová.
Devátý singlový titul kariéry získala Běloruska Aryna Sabalenková. Čtvrtou společnou deblovou trofej vybojovaly Japonky Šúko Aojamová a Ena Šibaharaová.

## Distribuce bodů a finančních odměn

### Distribuce bodů
| Soutěž  | vítězky | finalistky | semifinalistky | čtvrtfinalistky | 16 v kole | 32 v kole | 64 v kole | Q  | Q2 | Q1 |
| ------- | ------- | ---------- | -------------- | --------------- | --------- | --------- | --------- | -- | -- | -- |
| dvouhra | 470     | 305        | 185            | 120             | 55        | 30        | 1         | 25 | 13 | 1  |
| čtyřhra | 470     | 305        | 185            | 120             | 55        | 1         | —         | —  | —  | —  |

### Finanční odměny
| Soutěž                                | vítězky  | finalistky | semifinalistky | čtvrtfinalistky | 16 v kole | 32 v kole | 64 v kole | Q2      | Q1      |
| ------------------------------------- | -------- | ---------- | -------------- | --------------- | --------- | --------- | --------- | ------- | ------- |
| dvouhra                               | 68 570 $ | 50 130 $   | 26 745 $       | 12 675 $        | 6 480 $   | 4 100 $   | 2 500 $   | 1 925 $ | 1 000 $ |
| čtyřhra                               | 20 890 $ | 13 370 $   | 8 350 $        | 4 310 $         | 2 670 $   | 2 020 $   | —         | —       | —       |
| částky ve čtyřhře jsou uváděny na pár |          |            |                |                 |           |           |           |         |         |

## Ženská dvouhra

### Nasazení
| Stát                             | Hráčka                   | WTA | Nasazení |
| -------------------------------- | ------------------------ | --- | -------- |
| USA                              | Sofia Keninová           | 4.  | 1.       |
| Ukrajina                         | Elina Svitolinová        | 5.  | 2.       |
| Česko                            | Karolína Plíšková        | 6.  | 3.       |
| Bělorusko                        | Aryna Sabalenková        | 10. | 4.       |
| Španělsko                        | Garbiñe Muguruzaová      | 15. | 5.       |
| Kazachstán                       | Jelena Rybakinová        | 19. | 6.       |
| Belgie                           | Elise Mertensová         | 20. | 7.       |
| Česko                            | Markéta Vondroušová      | 21. | 8.       |
| Řecko                            | Maria Sakkariová         | 22. | 9.       |
| Estonsko                         | Anett Kontaveitová       | 23. | 10.      |
| USA                              | Jennifer Bradyová        | 24. | 11.      |
| Česko                            | Karolína Muchová         | 27. | 12.      |
| Kazachstán                       | Julia Putincevová        | 28. | 13.      |
| USA                              | Amanda Anisimovová       | 30. | 14.      |
| Tunisko                          | Ons Džabúrová            | 31. | 15.      |
| Chorvatsko                       | Donna Vekićová           | 32. | 16.      |
| Rusko                            | Jekatěrina Alexandrovová | 33. | 17.      |
| Žebříček WTA k 21. prosinci 2020 |                          |     |          |

### Jiné formy účasti
Následující hráčky obdržely divokou kartu do hlavní soutěže:
- Jaroslava Švedovová
- Ču Lin

Následující hráčka nastoupila z pozice náhradnice:
- Ulrikke Eikeriová

Následující hráčky postoupily do hlavní soutěže z kvalifikace:
- Kateryna Bondarenková
- Anna Bondárová
- Anastasija Gasanovová
- Amandine Hesseová
- Lucie Hradecká
- Lucrezia Stefaniniová
- Bianca Turatiová
- Jang Čao-süan

Následující hráčky postoupily z kvalifikace jako tzv. šťastné poražené:
- Jodie Burrageová
- Valentini Grammatikopoulou
- Despina Papamichailová

### Odstoupení
před zahájením turnaje
- Amanda Anisimovová → nahradila ji  Jamie Loebová
- Belinda Bencicová → nahradila ji  Věra Zvonarevová
- Sorana Cîrsteaová → nahradila ji  Despina Papamichailová
- Danielle Collinsová → nahradila ji  Tamara Zidanšeková
- Fiona Ferrová → nahradila ji  Jodie Burrageová
- Caroline Garciaová → nahradila ji  Jasmine Paoliniová
- Světlana Kuzněcovová → nahradila ji  Wang Si-jü
- Elise Mertensová → nahradila ji  Valentini Grammatikopoulou
- Jeļena Ostapenková → nahradila ji  Marta Kosťuková
- Kateřina Siniaková → nahradila ji  Aljaksandra Sasnovičová
- Patricia Maria Țigová → nahradila ji  Anastasija Potapovová
- Alison Van Uytvancková → nahradila ji  Kaja Juvanová
- Čeng Saj-saj → nahradila ji  Leylah Fernandezová

## Ženská čtyřhra

### Nasazení
| Stát                             | Hráčka              | Stát       | Hráčka                 | WTA | Nasazení |
| -------------------------------- | ------------------- | ---------- | ---------------------- | --- | -------- |
| Čínská Tchaj-pej                 | Sie Šu-wej          | Česko      | Barbora Krejčíková     | 8.  | 1.       |
| Belgie                           | Elise Mertensová    | Bělorusko  | Aryna Sabalenková      | 11. | 2.       |
| USA                              | Nicole Melicharová  | Nizozemsko | Demi Schuursová        | 23. | 3.       |
| Belgie                           | Kirsten Flipkensová | Francie    | Kristina Mladenovicová | 33. | 4.       |
| Japonsko                         | Šúko Aojamová       | Japonsko   | Ena Šibaharaová        | 45. | 5.       |
| Chile                            | Alexa Guarachiová   | USA        | Desirae Krawczyková    | 51. | 6.       |
| Čína                             | Sü I-fan            | Čína       | Jang Čao-süan          | 64. | 7.       |
| USA                              | Hayley Carterová    | Brazílie   | Luisa Stefaniová       | 68. | 8.       |
| Žebříček WTA k 21. prosinci 2020 |                     |            |                        |     |          |

### Jiné formy účasti
Následující páry nastoupily do čtyřhry díky chráněnému žebříčku:
- Kateryna Bondarenková /  Nadija Kičenoková
- Jelena Rybakinová /  Jaroslava Švedovová

Následující pár nastoupil do čtyřhry z pozice náhradníka:
- Nadia Podoroská /  Sara Sorribesová Tormová

## Přehled finále

### Ženská dvouhra
- Aryna Sabalenková vs.  Veronika Kuděrmetovová, 6–2, 6–2

Sabalenková vyhrála devátý turnaj WTA ve dvouhře.

### Ženská čtyřhra
- Šúko Aojamová /  Ena Šibaharaová vs.  Hayley Carterová /  Luisa Stefaniová, 7–6(7–5), 6–4

Japonky získaly čtvrtou společnou trofej.